# Suchuo Pongwilai
 (mai 2019).
Suchuo Pongwilai (สุเชาว์ พงษ์วิไล / Suchao Pongwilai / Suchao Pongvilai), né le 19 janvier 1946 dans la province de Lopburi, est un acteur thaïlandais,.

## Filmographie[3]
- 1978 : Angel of Bar 21
- 1979 : Les Bambous rouges (ไผ่แดง / Red bamboo ) d'après le roman éponyme de Kukrit Pramoj[4]
- 1984 : The Story of Nampoo (Nam Pu / Namphu / The Story of Nampu / Nampou / น้ำพุ)
- 1985 : Butterfly and Flowers
- 1985 : คนดีที่บ้านด่าน
- 1985 : Freedom of Taxi Driver (อิสรภาพของ ทองพูน โคกโพ / Freedom of Citizen / Citizen II)
- 1986 : คำสิงห์
- 1991 : Salween (มือปืน 2 / Gunman 2)
- 1997 : Who is Running?
- 1997 : Bullet Teen (18 ฝนคนอันตราย)
- 2001 : La légende de Suriyothai
- 2003 : Ong-bak[5]
- 2006 : Legend of Sudsakorn
- 2007 : Bangkok Love Story
- 2008 : Sarcophage (The Coffin/ The undertaker)
- 2009 : A Moment in June
- 2009 : 2022 Tsunami (2022 สึนามิ วันโลกสังหาร)
- 2009 : Fireball (ท้าชน / Tar Chon / Muay Thai Dunk)
- 2010 : Saturday Killer[6] (มือปืนดาวพระเสาร์)
- 2012 : Fighting Fish (ดุ ดวล ดิบ)
- 2012 : Hmong, blood for freedom (ม้ง สงครามวีรบุรุษ)
- 2018 : ขุนพันธ์ 2 (Khun Phan 2)